# Conquista parna da Pártia
Em 245 a.C., Andrágoras, o governador selêucida (sátrapa) da Pártia ("aproximadamente o oeste do Coração") proclamou a independência dos selêucidas, quando, após a morte de Antíoco II, Ptolomeu III assumiu o controle da capital selêucida em Antioquia, e "assim deixou o futuro da dinastia selêucida por um momento em questão."
Enquanto isso, "um homem chamado Ársaces, de origem cita ou bactriana,[a] [foi] eleito líder das tribos parnas." Após a secessão da Pártia do Império Selêucida e a resultante perda de apoio militar selêucida, Andrágoras teve dificuldade em manter suas fronteiras, e cerca de 238 aC - sob o comando de "Arsaces e seu irmão Tirídates" — os parnas invadiram a Pártia e tomaram o controle de Astabene (Astawa), a região norte daquele território, cuja capital administrativa era Kabuchan (Kuchan na vulgata).